# Tôn Vân Anh
Tôn Vân Anh (ur. 1979) – polsko-wietnamska dziennikarka, aktorka, tłumaczka, pisarka, edukatorka oraz aktywistka na rzecz demokracji i praw człowieka, mieszkająca w Polsce.

## Biografia
Urodzona w 1979 w Wietnamie. Do Polski przyjechała z rodziną legalnie jako nastolatka, w szkole spotkała się z zachowaniami rasistowskimi. Ucząc się języka polskiego tłumaczyła na język wietnamski utwory pisarzy polskich (Leśmiana, Poświatowską, Szymborską, Prusa). Studiowała na Uniwersytecie Warszawskim, gdzie obroniła licencjat z socjologii. W tym czasie zaangażowała się w pomoc dla społeczności wietnamskiej w Polsce.
W latach 1996–1999 publikowała w wietnamskiej prasie wydawanej w Polsce („Phuong Dong”), a w latach 2003–2004 była redaktorką naczelną „Cau Vong”.
Od 2006 współpracuje z fundacją „La Strada”. Jest też korespondentką waszyngtońskiej rozgłośni Radia Wolna Azja.
Działaczka wietnamskiej opozycji demokratycznej. W 2008 z powodu jej działalności na rzecz demokracji i praw człowieka Wietnam odmówił przedłużenia jej paszportu, twierdząc że jej działalność m.in. „szkodzi stosunkom polsko-wietnamskim”, przez co groziła jej deportacja z Polski do Wietnamu, a tam możliwe aresztowanie i uwięzienie. W 2011 otrzymała jednak polskie obywatelstwo od prezydenta Polski, Bronisława Komorowskiego, po petycji wspieranej przez Helsińską Fundację Praw Człowieka i podpisanej m.in. przez Władysława Bartoszewskiego, Adama Michnika, Jerzego Hausnera, Andrzeja Seweryna i Sławomira Sikorę.
W latach późniejszych opublikowała artykuły w prasie polskiej, m.in. w Gazecie Wyborczej. Brała także udział w produkcjach telewizyjnych, grając pomniejsze role w kilku serialach w latach 2018–2019 (m.in. w serialu 1983). Kandydowała w wyborach samorządowych w Warszawie w 2014 (jako kandydatka niezależna) i 2024 roku (jako kandydatka Koalicji Obywatelskiej).
W 2020 napisała (z Moniką Utnik-Strugałą) książkę o Wietnamie (Xin chào!: Wietnam dla dociekliwych), wydaną przez Wydawnictwo Dwie Siostry (II wyd. 2023). Napisała pierwszy podręcznik języka polskiego dla Wietnamczyków.